# Androstenedionă
Androstenediona (cunoscută și ca 4-androstenedionă și 17-cetoestosteronă) este un hormon steroid ce conține 19 atomi de carbon, produs de glandele suprarenale și gonade ca etapă intermediară în sinteza testosteronului și estrogenilor. Este sintetizată din dehidroepiandrosteron prin intermediul enzimei 3-beta-hidroxisteroid-dehidrogenaza. ACTH și gonadotropinele stimulează sinteza de androstenedionă. Esteraza catalizează reacția de transformare a androstenedionei în estrogeni. Hiperproducția de androstenedionă la femei este asociată cu hirsutismul și virilizarea. La bărbați, androstenediona este transformată în testosteron în prezența a 17-beta-hidroxisteroid-dehidrogenaza. 
Poate fi folosit drept supliment de către sportivi pentru a crește performanța (dopaj).